# 星ひとみ
星 ひとみ（ほし ひとみ、1980年7月22日 - ）は、東京都出身の日本の占い師、作家、元グラビアアイドル、元女優。Gオフィス所属。
古来よりの東洋占星術をもとに、統計学や人間科学、心理学など様々な要素を取り入れて自身が作り上げたオリジナル運勢鑑定法「天星術」を扱う。
父は宝石商で、パワーストーンやジュエリーを販売する上野・アメヤ横丁の宝石店「上野のヤマサン」を経営している。本人、弟、妹の3人姉弟で、弟は元ジャニーズJr.、妹は元グラビアアイドルの星くみ。親戚には芸能関係者の他に、神社神主、神社庁関係者、寺院僧侶、霊媒師がおり、巫女の血筋を持つ家系[要出典]。

## 来歴
- 高校生の頃に「山咲ひとみ」として芸能界デビュー。ヤンマガの表紙を飾った[要出典]。
- 1999年3月、写真集『メモリアル‐少女の季節』を出版。
- 同年、ベルマーレ平塚のキャンペーンガールを務めた[4]。
- 2002年、オスカープロモーションに移籍し、「星ひとみ」に芸名を改名[4]。本名と親戚の名前「北川」「北山」「加納」「星」の中から、一番響きがいい「星」を選んだ[要出典]。
- 2003年、フジテレビのテレビドラマ『美女か野獣』にキャバクラ嬢の明美役でレギュラー出演[4]。
- 同年、DVD『稲川淳二 恐怖の現場シリーズ』に霊感があるタイプとして出演。稲川淳二顔負けの霊感を披露した[要出典]。
- 2004年、パワーミンツガムのCMに、古谷沙織、太田千晶と共にパワーミンツガールズとして出演。CMでの銀色の衣装が一部で話題となった[4]。
- 同年、「テレ朝エンジェルアイ2004」のイメージガール4人の中から、アテネオリンピックのサポーターガールに選出された[4]。
- 2006年12月27日、大阪の朝日放送のラジオ番組『三代澤・桜井・やすとものスラスラ水曜日』に、美人占い師としてゲスト出演[4]。
- 2010年、東尾理子と結婚した石田純一が恋を導いたカリスマ美人占い師として星を紹介し、一躍話題となった[4]。
- 2011年より、読売テレビのバラエティ番組『浜ちゃんが!』に番組専属占い師として準レギュラー出演[4]。
- 2015年4月より、日本テレビの情報番組『スッキリ!!』で「誕生月占い スッキリす」を監修[4]。
- 2020年11月、公式占いサイト「星ひとみの天星術姓名判断」を開設[要出典]。
- 2020年4月より、フジテレビのバラエティ番組『突然ですが占ってもいいですか？』にレギュラー出演[5]。

## 占った有名人
2020年現在、鑑定歴20年の占い師として活動し、政治家、防衛省、政府機関、ホテル、海外事業、企業鑑定を主にし、有名人、著名人など多くの顧客を持つ。鑑定人数は2万人以上とされる[要出典]。
以下は占った有名人の一覧である（五十音順・ABC順）。
- 愛内里菜[6]
- 相川七瀬[7][8]
- アイドリング!!![9][10]
- 秋元康[11]
- 朝日奈央[12]
- あべこうじ[13][14]
- 綾辻行人
- 生島ヒロシ[15]
- 石田純一[16]
- 磯山さやか[17]
- 伊藤由奈[18][19]
- 入野自由[20][21]
- 岩崎宏美[22]
- 奥華子[23]
- おちまさと[24]
- カジサック（梶原雄太）[25]
- 片岡鶴太郎[26]
- 上木彩矢[27][28]
- 河北麻友子[29][30]
- 川崎希
- 河邉千恵子[31]
- 北村匠海[32][33]
- 木村拓哉
- 清春[34]
- キングコング
- キンタロー。[35][36]
- 小林恵美[37][38]
- 小日向文世
- 小柳ゆき[39][40]
- 斉藤祥太・斉藤慶太[41][42]
- 坂本雄次[43][44]
- さらば青春の光[45]
- スザンヌ[46][47]
- 鈴木おさむ[48]
- 鈴木砂羽[49]
- 大国男児
- 高橋みなみ[50]
- ダブルネーム
- 玉置成実[51][52]
- 玉城千春（Kiroro）
- 田村淳[53]（ロンドンブーツ1号2号）[54]
- 超特急[55]
- 土屋礼央[56]
- 堤下敦（インパルス）[57]
- どぶろっく[58]
- 中川翔子[59]
- 永山絢斗 [4]
- 流れ星[60]
- 浪川大輔[61]
- 西野亮廣[62]
- 野村義男[63][64]
- バッドボーイズ[65]
- ハマカーン[66]
- 浜田雅功
- はるな愛[67][68]
- ピコ[69][70]
- 平松愛理[71]
- 布施明
- 堀ちえみ[72][73]
- 舞花[74]
- 村松崇継
- モーニング娘。
- 八代英輝[75][76][77]
- 山本左近[78]
- 山本博（ロバート）[79]
- 9nine[80]
- Acid Black Cherry（yasu）
- AKB48[81]
- back number[82]
- Berryz工房[83]
- BIGBANG
- °C-ute[84]
- D-LITE[85]
- DAIGO（BREAKERZ）
- DISH//[86][87]
- Dream5[88]
- FUNKY MONKEY BABYS
- HIGH and MIGHTY COLOR
- INORAN（LUNA SEA）
- Juliet[89]
- L’Arc~en~Ciel
- Lead[90]
- LiSA[91]
- perfume[92][93]
- PUFFY
- SCANDAL[94]
- SEAMO
- SILVA
- T.M.Revolution（西川貴教）[95]
- w-inds[96]
- Wyolica[97] 等

### エピソード
- 2009年に東尾理子と結婚した石田純一は、星に「絶対に東尾を逃したら駄目」と忠告されていたことをテレビ番組で明かした[4]。
- 堀ちえみは、星に病気になる時期や箇所を全て当てられたことや、「この病気は必ず治る」と言われことについて、当たりすぎていたと絶賛した[98]。
- L’Arc~en~Cielのリーダーtetsuyaは、L’Arc~en~Cielの会報誌で星を紹介したり、tetsuyaの自叙伝「哲学2。」に星との対談ページを掲載している[99]。
- DAIGOは、2007年に星の天星術によって、バンド名のBREAKERZを命名してもらったとラジオ番組で明かした[要出典]。
- yasuは、星の天星術によって、バンド名のAcid Black Cherryを名してもらったとラジオ番組で明かした[要出典]。
- キングコングのラジオ番組に出演し、西野亮廣の占いをした際に、「いつか絵を描きますね。絵でいつか成功しますよ。」と言い、当時の西野は「絵を描くのは好きじゃないんですよ。」と言っていた。その後、西野は「えんとつ町のプペル」を始めとした絵本を描き成功を収めた。また「6月の22日・23日・24日、この3日間で西野さん車で何か事故を起こします。（収録当時は3月）」と話して、6月23日に西野が事故に巻き込まれた。西野の相方の梶原雄太は、凄い人に出会ったんだなと思い、星にもう1度ラジオに出演依頼し、連絡先を交換した。梶原は子供の名前の画数を全て星ひとみに依頼していると公表した[100]。
- 藤本敏史を鑑定した際には、「藤本さんは色々と数字に導かれやすい星を持っている」、「全てのモノが足すと10になる星を持っている」、「この“10”は破滅につながる数字を意味する。孤独感とか停滞の数字を持ってしまっている」と語った[101]。その後、2023年10月11日、藤本が渋谷区の路上で自動車の当て逃げ事故を起こしたニュースが出ると、ネット上では接触事件を起こした日付を分解して足し算すると10になる（2+0+2+3+1+0+1+1=10）と星の占いに驚きの声が上がった[102]。
- 2024年にヘラヘラ三銃士を鑑定した際には、ありしゃんが双子を妊娠していることを言い当てた[103][104]。のちの健診で星が言った通り、男女の双子であることが判明した[105]。
- 父親の経営する上野・アメヤ横丁の宝石店「ヤマサン」では、パワーストーンやジュエリーを販売しており、業界人がお忍びで訪れている[2]。ゲッターズ飯田やチーモンチョーチュウ、中川翔子、AKB48など、数多くのタレントがブログ内で石のパワーが凄いと写真付きで紹介している[要出典]。ダウンタウンの浜田雅功はヤマサンの100万円のパワーストーン[106]、堀ちえみは病気が治るパワーストーンを付けている[要出典]。

## 出演

### 映画
- 胸キュンBomb!（2004年） - 妹の星くみ主演

### テレビドラマ
- 美女か野獣（2003年1月9日 - 3月20日、フジテレビ） - 明美 役[4]
- 陰の季節5（2003年3月17日、TBS） - リカ 役
- ラブ・レター（2003年6月18日、テレビ東京）
- 女神の恋（2003年7月、NHK総合）
- 特捜刑事・遠山怜子（2003年11月19日、テレビ東京）
- 愛のソレア（2004年、東海テレビ・フジテレビ） - 千佳 役

### テレビ番組
- カリスマアイドル占い師・星ひとみの「星の館」〜愛のテレビ電話占い〜（KSB製作、JRT・KSSネット）
- アイドル道 1stシーズン（2003年4月 - 9月、フジテレビ721） - レギュラー
- バリオク!（2006年1月 - 3月、日本テレビ） - 隔週レギュラー
- GOOD LOOKIN′CLUB（2006年10月 - 2007年9月、日本テレビ） - 占い監修[4]
- サンデージャポン（TBS） - 占い、エンディングロール[4]
- 夜遊び三姉妹（日本テレビ） - 占い監修
- 浜ちゃんが!（2011年5月 - 2012年8月、読売テレビ） - 番組専属占い師[4]
- スッキリ!!「誕生月占い スッキリす」（2015年4月 - 2023年3月、日本テレビ）[4]
- 突然ですが占ってもいいですか？（2020年4月 - 現在、フジテレビ） - レギュラー[5]

### ウェブ番組
- 溜池Now「2008 朝まで生占い」（2008年1月7日 - 21日、GyaO）
- いま、好きな人いる？（2022年1月2日 - 2月24日、ABEMA SPECIAL） - レギュラー[107]
- 突然ですが占ってもいいですか？（2024年10月28日 - 現在、フジテレビ・YouTube） - レギュラー

### ラジオ番組
- KBCラジオ・チャリティー・ミュージックソン（2004年12月24日 - 25日、KBCラジオ）
- われらイマドキッ!〜DOKODOKI商品研究所〜（2010年4月 - 10月、MBSラジオ）
- USEN☆BEST HITS STATION「星ひとみのミュージック・オーラ」（2009年10月5日 - 2015年10月、USEN）
- 生島ヒロシのおはよう一直線（TBSラジオ） - 占い監修
- miracle!!（bayfm） - 占い監修

### ミュージックビデオ
- 相川七瀬「すきだよ」（2009年、REBORN） - 友情出演[108]

### CM
- ファミ通キューブ+アドバンス（エンターブレイン）
- DVDカム（日立製作所）
- POWER MINTS GUM（2004年、キャドバリー・ジャパン） - パワーミンツガール2号 シャープ 役

## 書籍

### 写真集
- メモリアル‐少女の季節（1999年3月、竹書房、撮影：木村智哉、ISBN 978-4812404713） - 山咲ひとみ 名義
- ANGEL EYE 素肌天使（2004年7月2日、竹書房、撮影：山岸伸、ISBN 978-4812417157） - テレ朝エンジェルアイ2004 名義

### 著書
- 星ひとみ恋の天星術（2004年12月、リイド社）
- 星ひとみ天星術 しあわせの選択（2009年8月、双葉社）
- 星ひとみの「スピリチュアルLOVEネイル」指先から運気を呼び込む！（2010年12月、主婦の友生活シリーズ）
- きらめき天星術占い ハッピーパワーをあなたに！　(2012年4月、集英社みらい文庫)
- 幸せをつかむ！バースデー&ハッピーライン手相術 （2013年12月、学研パブリッシング）
- 星ひとみの天星術（2020年12月24日、幻冬舍）
- 幸せ上手さん習慣（2021年2月26日、小学館）
- 星ひとみの「天星術」今から変われる未来がある（2021年5月17日、TJ MOOK）
- 星ひとみの天星術2022（2021年12月25日、幻冬舍）
- 星ひとみの天星術超図鑑（2022年9月28日、小学館）
- 星ひとみの天星術2023（2022年10月30日、幻冬舍）
- 星ひとみの天星術2024（2023年10月29日、幻冬舍）
- 星ひとみ 人と人を紡ぐ「天星術」（2023年12月25日、宝島社）
- 星ひとみの天星術2025（2024年10月25日、幻冬舍）
- 星ひとみ「天星術」GOLDの法則（2025年3月3日、宝島社）
- ほしてん。〜転生と闇オチ 星ひとみの天星術〜（2025年3月6日、小学館）

### 雑誌
- BiDaN（2005年9月 - 2007年2月、インデックス・コミュニケーションズ） - ｢星ひとみの占ってア・ゲ・ル｣→｢星ひとみの天星術｣
- GyaO Magazine（2005年9月 - 2007年3月、USEN） - 「星ひとみの天星術占い」
- GON!（2007年3月、ミリオン出版） - ｢天星術へようこそ!｣（現在休刊中）
- 東京スポーツ（2008年4月、東京スポーツ新聞社） - 「芸能界大予想」
- KERA（インデックス） - 占い監修
- エッジ・スタイル（双葉社） - 占い監修
- フリーペーパー「UNDER」 - 占い監修
- フリーペーパー「TOWER」 - 占い監修
- MAMOR（マモル）（扶桑社）- 「星ひとみの天星ミリキャラ占い」

### ウェブメディア
- 星ひとみ★恋満点（瀬戸内海放送）
- ☆12の幸せ☆（2008年7月、エムティーアイ）
- 「天星術占い」星ひとみの『幸せを引き寄せる開運温泉42湯』（WEB女性自身） - 連載
- 星ひとみ 幸せをひき寄せる「天星術」（2020年7月6日 - 現在、Oggi.jp） - 連載[109]

### DVD
- 稲川淳二 恐怖の現場シリーズ
  - 稲川淳二 恐怖の現場（2002年、エスピーオー）
  - 稲川淳二 恐怖の現場2（2003年、エスピーオー）
  - 稲川淳二 真相・恐怖の現場～禁断の地、再び～ VOL.1（2006年、ビクターエンタテインメント）
  - 稲川淳二 真相・恐怖の現場～禁断の地、再び～ VOL.2（2006年、ビクターエンタテインメント）
- 星ひとみのスポーツ天国（2003年、ドリームエッグス）
- テレ朝エンジェルアイ2004 星ひとみ Sexy Ruby（2004年7月7日、Cross A）
- Passion Fruit（2005年、ラインコミュニケーションズ）
- ぷ☆リリアント〜バーチャルハネムーン〜（2005年、GPミュージアム）
- fortune colors（2006年、ぶんか社）
- L'Arc〜en〜CielのDVD「SMILE TOUR 2004 全国編」のジャケット表紙を顔から下だけで飾っている。